# August Schenk
Joseph August Schenk (Hallein, 17 aprile 1815 – Lipsia, 30 marzo 1891) è stato un botanico austriaco.

## Biografia
Nel 1837 conseguì il dottorato di medicina presso l'Università di Monaco, in seguito approfondì gli studi in botanica presso le Università di Erlangen, Berlino e Vienna. Nel 1840 conseguì il dottorato di ricerca in botanica a Monaco di Baviera e durante l'anno successivo conseguì la sua abilitazione per la botanica con "Genera et specie Cyperacearum, quae in regno Graeco, arcipelago et in insulis". Dal 1850 al 1868 fu professore ordinario di botanica presso l'Università di Würzburg, e poi presso l'Università di Lipsia (1868-1887), dove fu successore il Georg Heinrich Mettenius. In questo ateneo fu anche direttore dei suoi orti botanici.
Il genere Schenkia (famiglia Gentianaceae) fu nominato in onore da August Grisebach nel 1853.

## Opere
Con Christian Luerssen, fu co-autore di Mittheilungen aus dem Gesammtgebiete der Botanik (volume 1-2, 1874). Contribuì anche nell'opera di Ferdinand Freiherr von Richthofen e curò la sezione su Alstroemeriaceae in Flora Brasiliensis di Carl Friedrich Philipp von Martius. Di seguito sono riportate alcune delle principali opere di Schenk:
- Flora der Umgebung von Würzburg. Aufzählung der um Würzburg vorkommenden phanerogamen Gefäßpflanzen. Ein Beitrag zur Flora von Bayern, Regensburg 1848.
- Beiträge zur Flora des Keupers und der rätischen Formation, 1864.
- Beiträge zur Flora der Vorwelt, two volumes, Kassel 1866-1871.
- Die fossile Flora der Grenzschichten des Keupers und Lias Frankens, Wiesbaden 1867.
- Handbuch der Botanik, four volumes, Breslau, (editore, Series: Encyklopaedie der Naturwissenschaften) 1879-1890.[2]
- Fossile Pflanzen aus der Albourskette, (collezione di Emil Tietze) 1887.
- Die fossilen Pflanzenreste, Breslau, E. Trewendt, 1888.